# Lierde
Lierde è un comune belga di 6 579 abitanti, situato nella provincia fiamminga delle Fiandre Orientali.